# Achlyphila
Achlyphila, monotipski biljni rod iz porodice Xyridaceae. Jedina vrsta je Achlyphila disticha, venezuelski endem.
Domaće područje ove vrste je Južna Venezuela (Sierra de la Neblina). To je višegodišnji ili rizomatski geofit i prvenstveno raste u vlažnom tropskom biomu.